# Trichocorixa macroceps
Trichocorixa macroceps är en insektsart som först beskrevs av George Willis Kirkaldy 1908.  Trichocorixa macroceps ingår i släktet Trichocorixa och familjen buksimmare. Inga underarter finns listade i Catalogue of Life.